# Hyaleucerea uniformis
Hyaleucerea uniformis är en fjärilsart som beskrevs av Rothschild 1912. Hyaleucerea uniformis ingår i släktet Hyaleucerea och familjen björnspinnare. Inga underarter finns listade i Catalogue of Life.